# 1-es busz (Veszprém, 1996–2018)
A veszprémi 1-es jelzésű autóbusz az autóbusz-állomás és a Pápai úti forduló között közlekedett, összeköttetést teremtett ezáltal a Belváros, a Jutasi úti lakótelep nyugati része, Bakonyalja városrész, a Házgyári úti iparterületek és a Dózsaváros között.

## Története
A viszonylatot az 1996-os nagy menetrend-revízió során hozták létre, javarészt a korábbi 19-es járat helyett. A 19-es a mai 1-essel gyakorlatilag megegyező útvonalon járt, az új viszonylatot viszont 1996-ban körjáratként alakították ki, amely a Dózsavárosból a Jeruzsálemhegyen keresztül visszatért az Autóbusz-állomásra. Ez az állapot nem maradt fenn sokáig, 2008-ban az 1-es megszűnt körjárat lenni (hétvégenként már a korábbi néhány évben is csak a Pápai úti fordulóig közlekedett). 2011-ben - a 9-es busz megszüntetésekor - útvonalát meghosszabbították a Színházig (Megyeház tér), továbbá kibővítették annak a Bakonyalja városrészen haladó útvonalával, időszakosan pedig a jutaspusztai buszfordulót is érinti.
2013-ban az 1-es autóbusz vonalát lerövidítették, új végállomása az Autóbusz-állomás lett.
2018. december 31-én megszűnt, helyette 1-es jelzéssel új körjárat indult.

## Útvonala
| Autóbusz-állomás felé | Pápai úti forduló felé |
| --- | --- |
| Pápai úti forduló vá. – Pápai út – Tizenháromváros tér – Táncsics Mihály utca – Szent István utca – Kistó utca – Házgyári út – Kisréti utca – Jutaspuszta, forduló – Kisréti utca – Házgyári út – Jutasi út – Vasútállomás, forduló – Jutasi út – Aulich Lajos utca – Aradi vértanúk utca – Haszkovó utca – Jutasi út – Autóbusz-állomás vá. | Autóbusz-állomás vá. – Jutasi út – Haszkovó utca – Aradi vértanúk utca – Aulich Lajos utca – Jutasi út – Vasútállomás, forduló – Jutasi út – Házgyári út – Kisréti utca – Jutaspuszta, forduló – Kisréti utca – Házgyári út – Szent István utca – Táncsics Mihály utca – Tizenháromváros tér – Pápai út – Pápai úti forduló |

## Megállóhelyei
| 0  | 0  | Pápai úti forduló végállomás | 22 | 29 | 8, 10                                                                            |
| 1  | 1  | Tizenháromváros tér          | 21 | 28 | 3, 5, 12, 13, 18, 25, 34, 50                                                     |
| 2  | 2  | Dózsa György tér             | 20 | 27 | 3, 5, 12, 13, 18, 25, 34, 50                                                     |
| 3  | 3  | Vértanú utca                 | 19 | 26 | 3, 13, 18, 25, 34 Helyközi buszok                                                |
| 4  | 4  | Avar utca                    | 18 | 25 | 3, 13, 18, 25, 34                                                                |
| 5  | 5  | Tejipar                      | 17 | 24 | 3, 34                                                                            |
| 6  | 6  | Fórum                        | 16 | 23 | 3                                                                                |
| 7  | 7  | Posta Garázs                 | 15 | 22 | 32, 35                                                                           |
| ∫  | ∫  | AGROKER                      | 14 | 21 | 32, 35 Helyközi buszok                                                           |
| 8  | 8  | Komfort                      | 13 | 20 | 32, 35 Helyközi buszok                                                           |
| ∫  | ∫  | Jutaspuszta elágazás         | 12 | 19 | 32, 35                                                                           |
| 10 | ∫  | Kisréti utca                 | ∫  | 17 |                                                                                  |
| 12 | ∫  | Jutaspuszta                  | ∫  | 15 |                                                                                  |
| 14 | ∫  | Kisréti utca                 | ∫  | 13 |                                                                                  |
| 16 | 9  | Jutaspuszta elágazás         | ∫  | ∫  | 32, 35                                                                           |
| 18 | 11 | Vasútállomás                 | 11 | 11 | 2, 4, 6, 11 Helyközi buszok Veszprém                                             |
| 19 | 12 | Aulich Lajos utca            | ∫  | ∫  | 2, 4, 11, 32, 35 Helyközi buszok                                                 |
| 20 | 13 | Láhner György utca           | 10 | 10 |                                                                                  |
| 21 | 14 | Penny Market                 | 9  | 9  |                                                                                  |
| 22 | 15 | Deák Ferenc Iskola           | 8  | 8  | 6, 8, 18, 27                                                                     |
| 23 | 16 | Aradi Vértanúk utca          | 6  | 6  | 6, 8, 18, 27                                                                     |
| 24 | 17 | Laktanya                     | 5  | 5  | 2, 4, 11, 32, 35                                                                 |
| 25 | 18 | Jutasi úti lakótelep         | 4  | 4  | 2, 18, 35 Helyközi buszok                                                        |
| 26 | 19 | Jutasi út 61.                | 3  | 3  | 2, 18, 35                                                                        |
| 27 | 20 | Petőfi Sándor utca           | 2  | 2  | 2, 3, 4, 7, 13, 19, 27, 35                                                       |
| 29 | 22 | Autóbusz-állomás végállomás  | 0  | 0  | 2, 3, 4, 7, 12, 13, 19, 22, 23, 24, 27, 35, 50 Helyközi buszok Távolsági járatok |